# Ulrica
"Ulrica" es un cuento del escritor argentino Jorge Luis Borges que integra El libro de arena, colección de cuentos y relatos publicada en 1975.
Además el cuento integra el "Libro de sueños" publicado el mismo año por Borges.
Se trata del segundo cuento de ese volumen y representa una curiosidad: es el único relato de amor que publicó Borges.
Su epígrafe cita unos versos del capítulo 27 de la Saga Volsunga, "Hann tekr sverthit Gram okk / legger i methal theira bert", que significan: "Él tomó su espada Gram y colocó el metal desnudo entre los dos". Esta cita, que cumple un papel importante en el cuento, se encuentra reproducida en el dorso de la lápida de Borges, en la ciudad de Ginebra.
Los versos hacen referencia al héroe Sigurd, que debe compartir su lecho con Brynhild, quien es pretendida por su cuñado. Para no tocarla, coloca entre ambos su espada, llamada Gram. Cuando años después Brynhild hace matar a Sigurd y se suicida para yacer en su misma pira funeraria, entre los dos cuerpos vuelve a estar la espada desnuda.

## Argumento
El cuento trata sobre el encuentro entre una mujer noruega, Ulrica, y un catedrático colombiano de la Universidad de los Andes, Javier Otárola (primera persona del relato), en la ciudad de York. En ese encuentro, los protagonistas se enamoran y se apodan con los nombres de los héroes del relato islandés del epígrafe, Brynhild y Sigurd, respectivamente. El cuento, además de presentar un aspecto poco frecuente en la obra de Borges como es el enamoramiento del protagonista, deja entrever hacia el final que el relato forma parte de un sueño. No obstante, como se sabe por las correspondencias, etc., se trata de un relato a su manera autobiográfico. Ulrica es el nombre de la mujer con quien Borges mantuvo un romance después de su tortuoso vínculo con Estela Canto. La pista sobre quién pudo haber sido esta dama se vislumbra en las conversaciones del libro Borges in situ 